# أعالي النيل (ولاية)

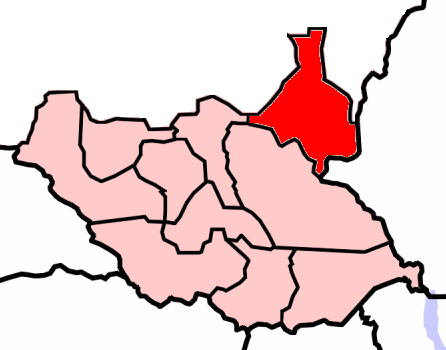
ولاية أعالي النيل

هذه مقالة عن ولاية أعالي النيل. لمعرفة المزيد عن النهر شاهد النيل
'أعالي النيل (بالإنجليزية: Upper Nile) هي إحدى ولايات جنوب السودان الـ 10. يمر عبرها النيل الأبيض.
تبلغ مساحتها 77,773 km² ويقدر عدد سكانها بحوالي 1,300,000 حسب إحصاء (2000).
عاصمتها ملكال. تقع بها مدينة كودوك التي كانت مسرحا لواقعة فشودة والتي كان من نتائجها إنهاء النزاع على أفريقيا.